# Эквадорская война за независимость
Эквадорская война за независимость — война между провинцией Гуаякиль (территория современного Эквадора) и испанской колониальной администрацией, часть войны за независимость испанских колоний в Америке. Началась 9 октября 1820 года с разоружения сепаратистски настроенными жителями Гуаякиля и взбунтовавшимися солдатами испанского гарнизона солдат, верных присяге, и ареста местной колониальной администрации.

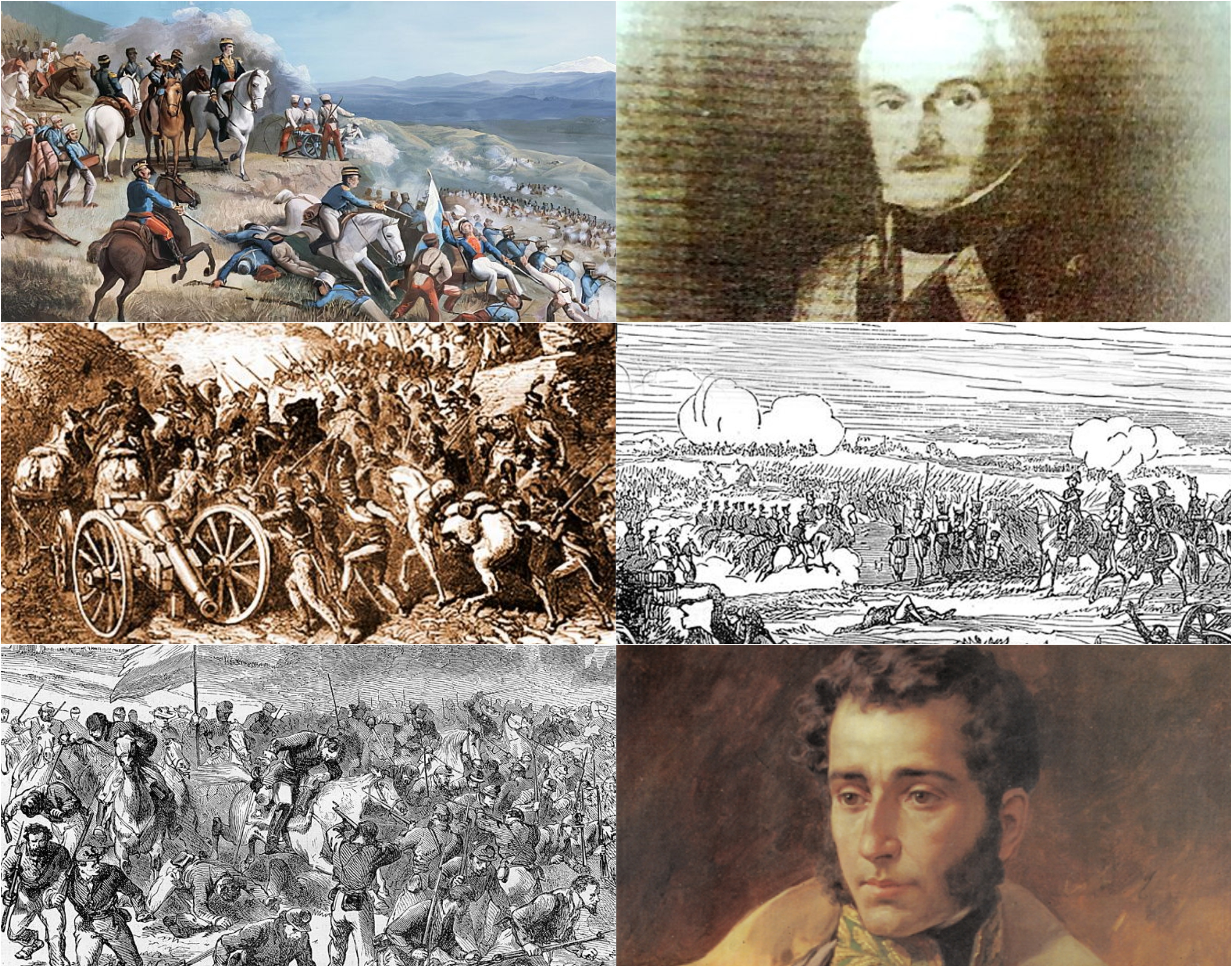
Коллаж независимости Эквадора

## Ход событий

### Начало войны
Военная кампания началась спустя почти триста лет после испанской колонизации. К 1809 году в столице Эквадора Кито проживало десять тысяч человек. 10 августа 1809 года в Кито раздался первый звонок к независимости от Испании в Латинской Америке под руководством городских креолов.
9 октября 1820 года провинция Гуаякиль провозгласила независимость в ходе бескровной революции против местной колониальной администрации, образовав государство — Свободную провинцию Гуаякиль. Лидерами движения являлись эквадорские, колумбийские и перуанские офицеры колониальной испанской армии совместно с местными патриотами и интеллигенцией. Они отправили воинские формирования с целью обороны Кито и распространения революционных идей в остальные регионы страны.
В это же время Испания потерпела поражение в битве при Бояке 7 августа 1819 от войск Симона Боливара. На юге Хосе де Сан-Мартин готовился к освобождению Перу. Примеру Кито последовали и другие города. 18 октября 1820 года провозгласил независимость город Портовьехо, а 3 ноября — город Куэнка.

### Военные действия на начальном этапе
Города, провозгласившие независимость, создали «Дивизию для защиты Кито». Основной её целью являлось наступление на города Гуаранда и Амбато в центральном нагорье, переманить их на свою сторону и отрезать пути снабжения роялистов между Кито, городами Гуаякиля и Куэнкой. Дивизия под командованием полковника Луиса Урданета начала своё движение по побережью в направлении гор. Уже 7 ноября она была готова начать восхождение на Анды. Первое столкновение с роялистами окончилось победой, и 9 ноября была занята дорога из Гуаякиля в Гуаранду. Эта победа открыла дорогу на Гуаранду, захват которого и последовал. Новость о взятии города оказала сильное влияние — города в горах стали провозглашать независимость. К середине ноября испанцы контролировали лишь окрестности Кито.

### Дальнейший поворот событий
Надежды на быстрое освобождение оказались преждевременными и недолгими. Генерал-фельдмаршал Мелкиор Эймерик, исполнявший обязанности главнокомандующего в тех местах, оперативно принял меры. Армия численностью около пяти тысяч человек под командованием ветерана-полковника Франсиско Гонсалеса была отправлена на юг для борьбы с двухтысячной мощной армией патриотов, дислоцированной в Амбато.
В первой битве за Уачи армия патриотов была разгромлена и вынуждена отступить на побережье. Испанцы продолжали наступление на юг, в направлении Куэнки, захватив все важные дороги. 20 декабря 1820 года защитники Куэнки были сломлены.
В Свободной провинции Гуаякиль был создан отряд из выживших под Гуанчи и подкрепления из трехсот человек (из них пятьдесят — кавалеристы). Роялисты не особо спешили спускаться с гор, поэтому к ним были посланы партизаны, попавшие в засаду. Командир партизан, испанский полковник Габриэль Гарсия Гомес, попавший в плен, был расстрелян и обезглавлен. Голова была отправлена в Кито для запугивания населения. На фоне военной неудачи и испанских репрессии попытка хунты провозгласить независимость провалилась.

### Помощь от Боливара

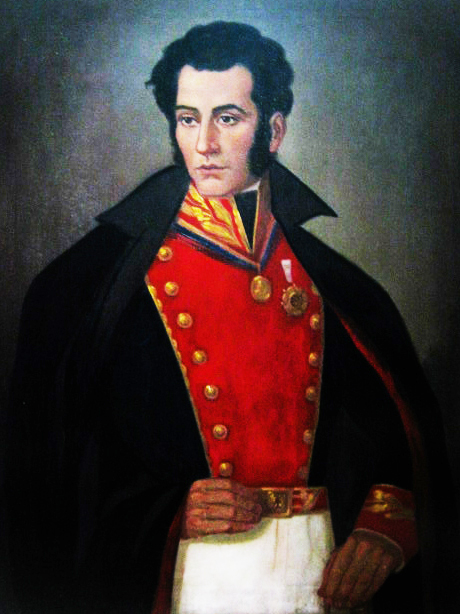
Хосе Антонио де Сукре

Не все было потеряно. В феврале 1821 года из Колумбии была прислана помощь в виде войск испанского генерала Антонио Сукре. Его приказ был ясен: освободить Кито, провозгласить независимость и помочь Перу.

### Вторая битва за Гуанчи
В июле 1821 года Сукре закончил формирование армии, готовой вступить в бой как только позволит погода. Эймерик планировал разбить армию врага двумя ударами — свою армию он направлял на юг, а армия полковника Гонсалеса атаковала бы фланг врага. Сукре, благодаря разведке узнавший о планах врага, послал Мираса к Гонсалесу с целью договориться. Встреча кончилась переходом Гонсалеса на другую сторону. Узнав об этом, Эймерик отправил войска обратно.

### Конец войны
2 сентября 1821 года войска Сукре заняли Гуаранду.
В ходе Второй битвы за Гуанчи Эймерик вновь уничтожил пехоту врага. Но потери генерал-фельдмаршала были также огромны. 19 ноября 1821 года было заключено девяностодневное перемирие.
24 мая 1822 года состоялось решающее сражение за Пичинчу, на склонах вулкана на высоте три с половиной тысячи метров над уровнем моря. Со второй попытки Сукре удалось победить Эймерика, что привело к освобождению Кито и закрепило независимость провинций Королевской аудиенсии Кито, в которых восемь лет спустя и была провозглашена Республика Эквадор.